# 刘胡兰镇
刘胡兰镇，是中华人民共和国山西省吕梁市文水县下辖的一个乡镇级行政单位。这里是中共追认的“少女英雄”刘胡兰的家乡，故中华人民共和国建立后以她的名字命名此镇。刘胡兰纪念馆位于该镇刘胡兰村。

## 行政区划
刘胡兰镇下辖以下地区：
刘胡兰村、保贤村、保贤庄村、贯家堡村、邢家堡村、云周村、南胡村、王家堡村、赵村、城子村、大象村、北贤村、东堡村、索家堡村、新崖底村、上曲村、上段村、水寨村、伯鱼村、段城村、门世村、新堡村和炮守堡村。